# 蔡邕
蔡邕（132年或133年—192年），字伯喈，陈留圉人（今河南尉氏县）。东汉左中郎将、書法家，才女蔡琰之父。少篤孝博學，校六经文字于熹平石经，又续写《東觀漢記》。由于譴責宦官，流亡江湖多年。后迫于司空董卓而仕，董卓死后被司徒王允引咎下獄而死。

## 生平

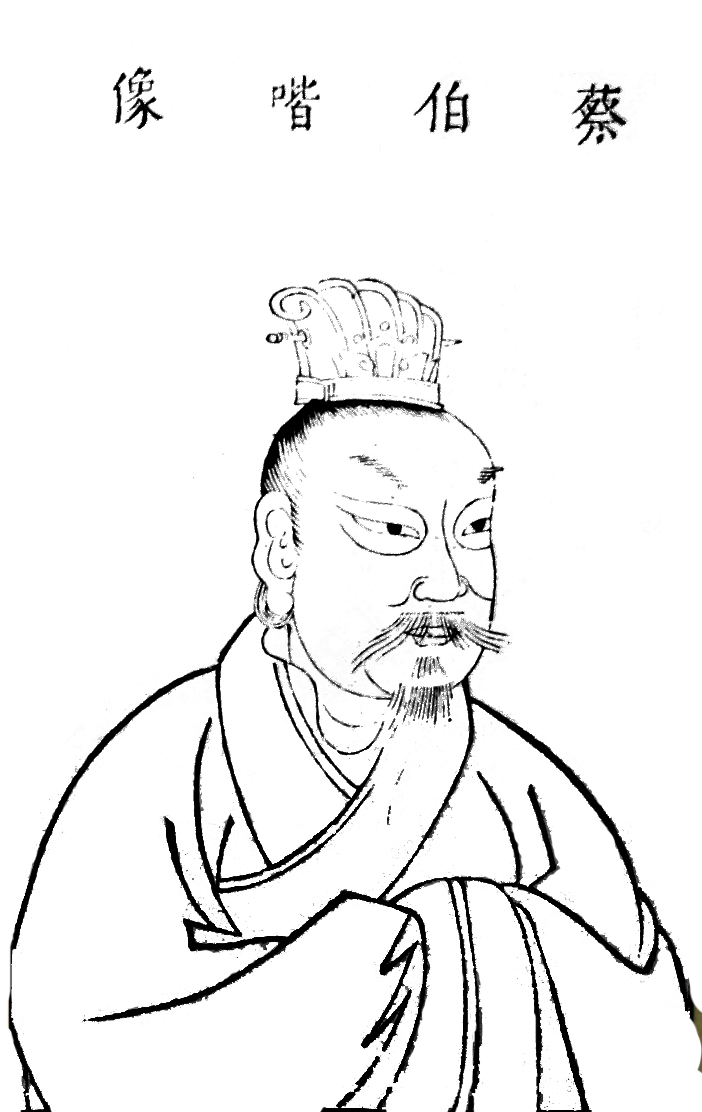
《三才圖會》的蔡邕像

蔡邕少以孝悌在乡里闻名，而且博学多才，并受学于太傅胡广。汉桓帝延熹二年（公元159年）秋，宦官听闻蔡邕善琴，急招他到京师。蔡邕只到了偃师便称疾而还，后隐居在家，有感于时事艰难，作文《释诲》。
灵帝刘宏建宁三年（170年），蔡邕入司空橋玄府，出为平阿長，再入为侍中，并在东观进行校书，后来为议郎。
汉灵帝建宁五年（公元172年）正月，皇帝的车驾前往原陵（汉光武帝刘秀的陵墓）祭拜。当时蔡邕担任司徒（司徒是许栩）的属官，跟随司徒一同前往。到达陵园后，蔡邕看到了祭陵的仪式，深有感触地对同坐的人说：
「我听说古时候不在墓地举行祭祀。现在朝廷有祭拜皇陵的礼仪，起初我认为这（仪式）是可以减省的。但今天亲眼看到了这个仪式，体察它最初的用意，才知道孝明皇帝（汉明帝刘庄）是怀着至高的孝心和恻隐之情（设立了这项礼仪），这项旧有的制度是不能改动的。」
有人问道：「最初的用意是什么呢？」
蔡邕回答说：「以前京城还在长安的时候，那时的礼仪（指祭祀相关的）现在已经无法完全知道了。光武皇帝去世后，才开始安葬在这里（指原陵）。明帝继承皇位过了一年多，在群臣参加新年朝会的时候，他感慨先帝（光武帝）再也无法看到、听到这样的朝会盛况了，于是就率领着公卿百僚，亲自前往陵园，在那里开创了这项（上陵祭拜的）礼仪。在（陵园殿堂的）台阶西侧设置祭坛和神位（象征先帝的神座），这体现了天子侍奉逝去的先帝，如同侍奉他生前一样的用心。凡是和先帝有亲属关系的人，无论男女都会聚集在这里；还有亲王、列侯、大夫，以及各郡国（派到京城）汇报财政赋税的计吏们，大家都朝着神位说话（禀报各自情况），希望先帝的神灵能够听到。
如今时光流逝，已经过去很久了，后代的人没有经历过那个时代，人们只看到这项礼仪的形式，却不了解其中蕴含的哀思。想当初凭借明帝那样圣明且极具孝心的人，他亲自服丧三年，长期住在陵园里，刚开始创设这个仪式时，（仪式中）他仰望着（象征先帝的）几案坐席，俯视着下方的群臣，那种悲痛沉重的心情，一定是难以承受的。」
后来，蔡邕见到太傅胡广时说：「国家礼仪中有些看似繁琐却不能够简省的，我之前不知道先帝（指明帝）的用心竟然如此周到细致到了这种地步啊！」
胡广说：「是这样啊。您应该把这件事记载下来，用来给后来的学者们看。」
蔡邕回去后就记录下了这件事。
熹平四年（175年），蔡邕认为六經年代久远，多有错误，与其他学者请求进行矫正。蔡邕亲自用丹砂将经文书写于石碑，再命工匠镌刻，立于太学门外。蔡邕亦在此时与他人续写了《東觀漢記》。时三互法导致幽州、冀州官吏缺乏，蔡邕上书请求解除禁令，未被采纳。
六年（177年），七月，刘宏诰群臣论政。蔡邕上封书七事，大体为续祭祀、广求谏言、拔谏臣張文，遣使巡查各地、罢免书画辞赋之辈、核实官绩和筛选太子舍人，刘宏略微采纳。当时，鲜卑掠夺边境，护乌桓校尉夏育请求远征鲜卑，刘宏没有同意。护羌校尉田晏立功心切，贿赂中常侍王甫。王甫劝说后，刘宏拜田晏为破鲜卑中郎将，准备出兵。大臣多不同意，蔡邕上书说：“昔日武帝将帅与财力皆备，远伐四方，尚且使人民起义，如今二者皆乏，鲜卑又胜于匈奴，强行只会使中国疲敝。如今郡县盗贼不能禁，灾民不能救，何谈出兵境外！”刘宏不听。八月，田晏等各帅数万人出征，大败而归，死者十有七八。
光和元年（178年），七月，因为当时多有灾异，刘宏诏蔡邕等人论政。蔡邕密封上书，因为多有批评灵帝左右近臣之词，所以叮嘱其内容不可外露。刘宏看后，起身更衣，宦官曹节偷看到奏章，泄露了内容。由于蔡邕与司徒刘郃不和，被蔡邕所指责的中常侍程璜便趁机遣人诬陷蔡邕和他叔父蔡質中伤刘郃。蔡邕上书辩护，并请求饶恕蔡質，但终与蔡質一起下狱，被判弃市。尚书盧植、中常侍呂強替蔡邕求情，刘宏又想起了密奏的内容，于是改判髡刑并与家属流放朔方五原安陽縣。或说这是党锢之祸的后续。
將作大匠陽球是程璜的女婿，又与蔡質有隙，便数次派人去刺杀蔡邕，但刺客们都被蔡邕的情义所感动，没有下手。
二年（179年）四月丁酉，大赦，蔡邕得以归还家乡。中常侍王甫的弟弟五原太守王智为蔡邕饯行，在宴会上起舞，蔡邕没有还礼。王智怀恨在心，密告蔡邕诽谤朝廷。蔡邕担心近臣会报复自己，只好亡命江湖十二年，往来于至吴郡（治所在吴县，今江苏省苏州市）、会稽与泰山羊氏之间。
中平六年（189年），刘宏崩，司空董卓專權，令蔡邕出仕，蔡邕称病不去。董卓大怒，威脅「我力能族人」，蔡邕只好前往洛陽。董卓颇厚待蔡邕，蔡邕也多有谏言，但董卓时常不听，因此蔡邕一度与从弟蔡谷考虑过远遁山东。
初平元年（190年），蔡邕为左中郎將，随百官遷都長安。当时，除了汉殇帝、汉冲帝、汉质帝和灵帝以外，东汉帝王皆有“祖”、“宗”庙号，并皆不毁。蔡邕与董卓等联名上书，请求恢复西汉时的七庙制度。东汉光烈皇后以后的皇后皆以皇帝的谥号加“德”字为称，蔡邕又上书修订了和熹皇后、安思皇后和順烈皇后的谥号。

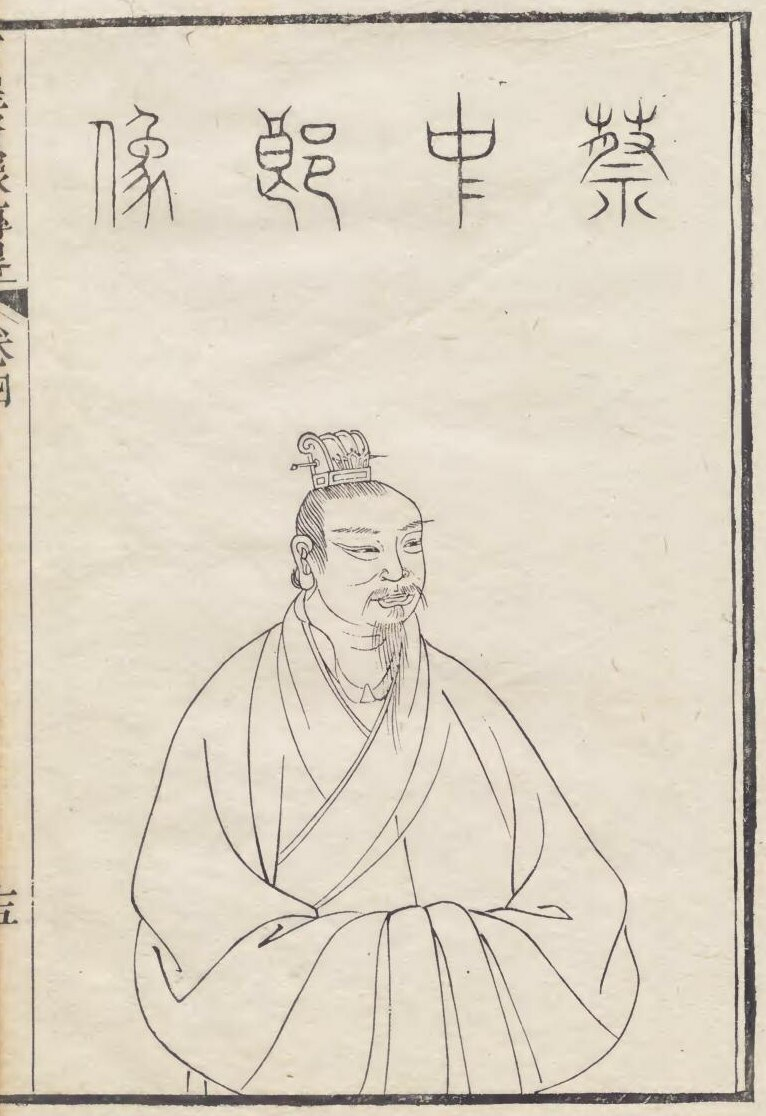
《古聖賢像傳畧》蔡邕像

三年（192年）四月，董卓被杀，司徒王允掌权。蔡邕谈及董卓时有所感概，王允大怒，以董卓同党的名义将其下狱。或因王允曾经辩论不过蔡邕而怀恨在心。蔡邕上书愿受刑以续写汉史，公卿們也都惋惜蔡邕的才學，勸王允赦免蔡邕。
太尉马日磾（音馬日磾）說：「伯喈旷世奇才，杀之无名，不会让天下失望吗？」王允回答：「不可让佞臣非议我等」。蔡邕终死在狱中，时年六十一，王允后悔但来不及阻止。大儒郑玄闻而感叹：“漢世之事，誰與正之”。兖州、陈留人画其像以作怀念，称其“文同三闾，孝齐参、骞”，西晋陆机为其作吊文。刘宋史学家范晔、明末思想家王夫之皆评蔡邕以“意气”二字。而刘宋史学家裴松之則认为世間流傳蔡邕被王允治罪的原因並不可靠。
蔡邕的文章、绘画和书法都很杰出，著作也很多，后人编纂成《蔡中郎集》，至今多有亡佚或伪篇在其中。蔡邕所书汉书灵帝纪、四十二篇列傳和十意或十志在李傕之乱中亡佚。其十志蔡邕自称“臣欲刪定者一，所當接續者四，前志所無臣欲著者五”，其中有《律历志》、《礼志》、《乐志》、《郊祀志》、《天文志》、《车服志》、《朝会志》七篇。其余三篇或为《五行志》、《地理志》、《艺文志》，不过也有不同的意见。司马彪《续汉书》中的《志》五篇和謝沈《后汉书》中的《志》三篇或均借鉴过蔡邕之文。或说蔡邕多有谀碑，所以其史笔必然不会公允，不过以碑言来判定其史学有失公平。

## 家世

### 本家
- 十四世祖

蔡寅，西汉肥如敬侯
- 六世祖

蔡勳，字君嚴，好黃老之學，平帝時為郿令，不願出仕王莽新朝而遁山隱居
- 祖父

蔡攜，字叔業，东汉顺帝时新蔡长
- 父

蔡棱，字伯直
- 母

袁氏，东汉司徒袁滂妹、袁渙姑母。
- 女

蔡琰
蔡氏，上党太守羊衜妻，西晉時追封濟陽縣君
- 孙或从孙

蔡袭，西晉关内侯
- 外孫

羊承，早夭
羊徽瑜，晉景帝司馬師妻
羊祜，西晉太傅

### 宗親
- 叔父

蔡質，字子文，靈帝時任衛尉。曾撰《漢官典職儀式選用》
- 堂弟

蔡谷
- 堂侄或孙

蔡睦，蔡質之孙

## 逸事
- 蔡邕尤擅书法，發明了飛白書[104]。
- 蔡邕有很高的音樂造詣，一些著名樂器亦出自於其手：在吴时，蔡邕听到一块桐木在火中爆裂的声音，将它拣出来做成琴，音色非常美妙，而琴尾已焦，人称其为焦尾琴[105]；蔡邕又曾取柯亭之竹作笛[106]。
- 在陈留时，邻居宴请蔡邕，有位客人在屏风后弹琴，蔡邕听闻琴音有杀气，暗自奇怪，便离开了。宴会主人连忙去追，蔡邕解释了一番，弹琴者说：“我弹琴时，见一螳螂捕蝉，我怕螳螂失手，这难道是杀心显于声？”蔡邕笑道：“原来如此。”[107]
- 蔡邕推举过申屠蟠[108]、邊讓[109]、皇甫規[110]与董卓[111]。
- 蔡邕有学生阮瑀[112]，路粹[113]，顧雍[114]和崔瑗[115]。
- 蔡邕曾为大量去世的名人撰写碑文[116][117]，但唯有郭泰之碑令他无愧[118]。
- 蔡邕有藏书万卷，尽赠与王粲，后王粲之子卷入谋反案，书又流落到王业手中[119]。
- 蔡邕曾于《曹娥碑》背面题八字隱語「黃絹幼婦，外孫虀臼。」[120]为楊脩所道破：“是‘絕妙好辭’四字。”[121]不过此事应是捏造[122]。
- 元代末年的著名南戲《琵琶記》中，主人翁名字為蔡伯喈，陳留人，明顯指向蔡邕。
- 著有《蔡氏五弄》

## 评价
- 陈普：「不际明时论石渠，空将薄命仕鸿都。天公似把词人戏，父子然脐子坠胡。」「万岁黄金欲散时，柯亭风笛尚堪吹。一时谋卓人无数，不遣中郎一个知。」
- 徐钧：「琴遇知音始可调，卓非善听亦徒劳。早知应聘终罹祸，罪死何如节死高。」
- 韩菼：「栾布哭彭，朱诩葬董，伯喈一叹，未足为累。且十年亡命，三日尚书，朝廷伸国讨，国士感私恩，不妨并美也。」
- 顾景星：「始邕直言为阉待所中，囚徙朔方，赭衣抱拲，全室流离，可谓难矣。及宥还畏祸，亡命吴会，十有二年，无意功名，而且以弹琴著书终老牗下矣。使邕如梅福，长流江湖，岂不高哉？董卓擅权，辟署祭酒，补御史，迁尚书，不三日而周历三合。伊何为者？卓盖惜邕致天下豪杰，不加望外之荣，无以市德。故举之髡钳之余，爵之卿贰之上。且邕有何功？遂封侯食五百户、禄五十万？夫无故之利，圣人恶之。邕初议卓不可受尚父之称，而自出显位，何也？今夫捕鸟者，择其黠者以为囮，毇米为饲，滤流而饮，凡所以慰囮，靡弗至也。笯而出于野，置之丛薄之间，悲呼众鸟，至日暮，翾然投于罗者众矣。夫囮，未始乐为是也，而鸣致众鸟，谓非囮罪不可也，邕，卓之囮也，邕未始乐为是也，而厚禄高位，将以风天下为邕之类者，而邕甘心受之，谓非邕罪不可。桓帝召邕鼓琴，行次偃师，称疾而返。卓每宴集，邕辄赞事鼓琴。后遂为表荐卓，时卓已为太尉，封郿侯、进相国，废少帝、放太后，倾逼人主。邕谓宜益隆委。厚其爵赏，岂欲卓加九锡、封安汉而已哉！然则邕死，不亦宜乎！」
- 沈铭彝：「邕荐董卓表，极为推重，收邕时不闻以此罪之，当由王允未见此表耳，而流传至今，为后世增一口实，才之为累如此。」
- 蔡东藩：「蔡邕一文学士，所陈奏议，未始非守正之谈，然或嫌迂远，或涉虚浮，才有余而忠不足，吾于邕犹有余憾焉。但曹鸾一言而即遭掠死，国家无道之秋，固未足与陈谠论者。邕之所失，在可去而不去耳，文字之间，固无容苛求也。」

## 艺术形象
- 琵琶記

### 登場作品
- 蒼天航路（王欣太）
- 火鳳燎原（陳某）

### 影視作品
- 中国中央电视台电视剧《武圣关公》（2004年）：段军
- 电视剧《曹操》（2014年）：孙万清

## 延伸阅读
[在维基数据编辑]
 在维基文库阅读此作者作品（ 在维基共享资源阅览影像）
 《後漢書·卷60下》，出自范晔《後漢書》
 《東觀漢記》